# .pf
.pf је највиши Интернет домен државних кодова (ccTLD) за Француску Полинезију.